# Tanjung Batu Timur
Tanjung Batu Timur is een bestuurslaag in het regentschap Ogan Ilir van de provincie Zuid-Sumatra, Indonesië. Tanjung Batu Timur telt 3397 inwoners (volkstelling 2010).